# 심윤조
심윤조(沈允肇, 1954년 7월 26일 ~ )는 외교관 출신의 대한민국의 정치인이다. 청와대 외교통상비서관, 외교통상부 북미국장, 주 포르투갈 대사, 외교통상부 차관보를 역임한 뒤, 주 오스트리아 대사를 역임했다. 2012년 4월 제19대 총선에서 서울 강남구 갑 국회의원에 당선되었다.

## 학력
- 중앙고등학교 졸업
- 서울대학교 사회과학대학 외교학 학사

## 주요 경력
- 1977년 11월 : 외무부 입부 (제11회 외무고등고시 합격)
- 1983년 8월 : 주 시카고 영사관 영사
- 1991년 1월 : 주 일본 대사관 1등서기관
- 1998년 12월 : 주 미국 대사관 참사관
- 2000년 8월 : 청와대 외교통상비서관
- 2002년 7월 : 외교통상부 북미국장
- 2004년 3월 : 주 포르투갈 대사관 대사
- 2006년 9월 ~ 2006년 12월 : 인천시 국제관계자문대사
- 2006년 12월 : 제8대 외교통상부 차관보
- 2008년 5월 : 주 오스트리아 대사관 대사
- 2012년 4월 : 새누리당 100% 국민행복실천본부 위원
- 2012년 5월 : 새누리당 서울 강남구(갑) 당원협의회 운영위원장
- 2012년 5월 ~ 2016년 5월 : 제19대 서울 강남구(갑) 국회의원
- 2012년 7월 ~ 2014년 11월 : 국회 외교통상통일위원회 위원
- 2012년 7월 : 새누리당 재외국민위원회 상임 부위원장 겸 재외국민본부장
- 2012년 7월 : 새누리당 여의도연구소 제1부소장[1]
- 2012년 8월 ~ 2014년 8월 : 새누리당 재외국민위원회 본부장
- 2012년 9월 : 새누리당 재외선거대책위원회 상임부위원장
- 2012년 9월 : 새누리당 국민행복추진위원회 외교통일단 추진위원
- 2013년 1월 : 박근혜 대통령 당선인 중국 특사
- 2013년 2월 : 새누리당 북핵안보전략특별위원회 위원
- 2013년 4월 : 새누리당 외교역량강화 특별위원회 위원
- 2013년 6월 : 새누리당 제2정책조정위원회 위원
- 2013년 7월 : 국회 남북관계발전특별위원회 위원
- 2014년 2월 : 한국스카우트연맹 서울남부연맹 연맹장
- 2014년 5월 14일 ~ 2014년 7월 14일 : 새누리당 비상대책위원[2]
- 2014년 8월 : 새누리당 재외국민위원회 위원장
- 2014년 11월 : 새누리당 제2정책조정위원회 위원장
- 2014년 11월 ~ 2016년 5월 : 국회 외교통일위원회 간사
- 제19대 국회 후반기 외교통일위원회 법안심사소위원회 위원장
- 2017년 1월 ~ : 재단법인 한미동맹재단 이사(외교)
- 국민대학교 정치대학원 초빙교수

## 가족 관계
- 아내 하양신(河良信, 1957.8.22)
- 장남 심재형(沈宰亨, 1984.4.12)
- 장녀 심화영(沈和映, 1988.12.12)
- 장인 하원대(河源大, 1928.9.2 ~ 2008.7.8)[3] : 한송재단 이사장, 시그너스 창업자

## 기타
- 북미국장을 역임한 대표적 워싱턴 스쿨 인사로 평가된다.[4]
- 2008년 공직자 재산공개시 81억9940만원을 신고해 외교통상부에서 수위를 차지하며 화제를 모았다.[5]
- 2012년 제19대 총선에서 전국 최다득표로 국회의원에 당선되었다.[6]

## 역대 선거 결과
| 실시년도 | 선거   | 대수 | 직책     | 선거구         | 정당     | 득표수   | 득표율          | 순위 | 당락 | 비고 |
| -------- | ------ | ---- | -------- | -------------- | -------- | -------- | --------------- | ---- | ---- | ---- |
| 2012년   | 총선   | 19대 | 국회의원 | 서울 강남구 갑 | 새누리당 | 82,582표 | \| \| 65.33% \| | 1위  |      | 초선 |
|          | 65.33% |      |          |                |          |          |                 |      |      |      |

## 참고 자료
- 심윤조 - 대한민국헌정회
- 심윤조 의원 공식 홈페이지
- 심윤조 의원 블로그